# Departamento de El Alto
Departamento de El Alto är en kommun i Argentina.   Den ligger i provinsen Catamarca, i den norra delen av landet, 1 000 km nordväst om huvudstaden Buenos Aires. Antalet invånare är 3 400.
I omgivningarna runt Departamento de El Alto växer i huvudsak lövfällande lövskog. Trakten runt Departamento de El Alto är nära nog obefolkad, med mindre än två invånare per kvadratkilometer.